# Acadèmia de les Arts de Berlín
L'Acadèmia de les Arts de Berlín (alemany: Akademie der Künste, Berlin) és una institució de les arts ubicada a Berlín, Alemanya. Va ser fundada el 1696 pel príncep elector Federic I de Prússia, amb el nom de l'Acadèmia de les Arts de Prússia, una institució acadèmica en la qual els seus membres podrien reunir-se per debatre i compartir idees. D'ella es va desenvolupar la Universität der Künste Berlin (Universitat de les Arts de Berlín). La seva funció és divulgar l'art, a més d'aconsellar i recolzar a l'estat d'Alemanya.